# Luby
Luby (niem. Schönbach bei Eger) – miasto w Czechach, w kraju karlowarskim. Według danych z 31 grudnia 2007 powierzchnia miasta wynosiła 3071 ha, a liczba jego mieszkańców 2460 osób.

## Historia

### Średniowiecze
Początki osadnictwa na terenie miasta datuje się na lata 1100–1140.
Margrabia Dypold II przyczynił się do rozwoju regionu fundując m.in. klasztor cystersów w niemieckim Waldsassen. Ludność rozbudowującej się miejscowości zdecydowała się na wzniesienie własnego kościoła. Budowę rozpoczęto prawdopodobnie w 1188. Świątyni nadano wezwanie św. Andrzeja. W 1322, po trzech latach negocjacji, król Jan Luksemburski nadał Lubom prawa miejskie.

### Nowożytność
W połowie XV wieku miasto przekazano Matyášowi Šlikowi jako majątek. Rodzina Šlików była znana głównie ze swej wrogości do innych miast oraz ich ludności, co w połączeniu z brakiem zainteresowania sytuacją przez panujących w Czechach Jagiellonów przerodziło się w bunty, procesy sądowe oraz próbami obalenia Šebestiána Šlika w 1505. W 1547 król Ferdynand I Habsburg skonfiskował miasto rodzinie Šlików, a w 1552 podarował je Henrykowi IV von Plauen, który panował w nim przez następne 30 lat. W 1597 Rudolf II, chcąc zebrać pieniądze na wojnę z Turkami, sprzedał majątek Henrykowi z Písnic, który w latach 1604–1608 wzniósł zamek na wzgórzu znajdującym się na zachód od Lubów. Całość otoczona była parkiem i połączona aleją z centrum miasta. Julius Jindřich Josef z Písnic, ostatni z rodu, wybudował w miejscowości przytułek dla ubogich, a rok później wzniósł kaplicę Najświętszej Marii Panny. Julius posiadał miasto do 1739, kiedy to sprzedawszy je Johannowi von Selb przeprowadził się do Chebu i wstąpił do zakonu franciszkanów.
W listopadzie 1739 spłonęła centralna część miasta. Od 1786 majątek wielokrotnie zmieniał właścicieli, kiedy w 1840 Franz Ritter von Rousseau sprzedał go swojemu szwagrowi, Josefowi Carlowi Starckowi.
Miasto ponownie spłonęło w 1865, zniszczeniom uległo 29 budynków, w tym plebania kościoła św. Andrzeja. W 1882 do użytku oddano nowo ukończony ratusz. Dzięki znacznej rozbudowie miasta liczące 3639 mieszkańców w 1890 roku Luby były drugim co do wielkości miastem w regionie Chebu. Rozwój miasta zawdzięczano głównie rewolucji przemysłowej, dzięki której w 1899 ukończono budowę elektrowni i linii kolejowej, która połączyła miasto z podchebskimi Tršnicami. 15 września 1911 uroczyście otwarto szkołę muzyczną – dwukondygnacyjny budynek z salą koncertową.

### Współczesność
W 1919 roku planowano obchody 600-lecia negocjacji związanych z nadaniem praw miejskich, lecz przez warunki panujące po zakończeniu I wojny światowej te odbyły się dopiero w 1921. W 1927 na cześć anonimowych producentów skrzypiec wzniesiono pomnik tegoż instrumentu. W 1938 rząd czeski przekazał tereny miasta III Rzeszy, a na tereny Lubów wkroczyły niemieckie wojska. Zatrzymano większość sektorów gospodarki, a większość robotników z miasta pracowała w fabryce samolotów wojennych w Chebie. Podczas II wojny światowej dwa budynki zostały zbombardowane. Na mocy porozumień konferencji poczdamskiej wszystkich mieszkańców narodowości niemieckiej wysiedlono z miasta. W większości ci przenieśli się do bawarskiego Bubenreuth, które do dziś jest ośrodkiem produkcji instrumentów smyczkowych. Na ich miejsce sprowadzono czechosłowackich żołnierzy. Z racji opuszczenia dużej ilości domów te zostały wyburzone. Na ich miejscu powstały głównie parki, skwery oraz bloki mieszkalne. Po ponownym przypływie ludności, na potrzeby mieszkańców działalność rozpoczęły 2 żłobki, 3 przedszkola oraz modernistyczny dom kultury.
W 1989, po upadku władzy komunistycznej, państwowe sklepy zostały sprywatyzowane, część mieszkańców wyjechała za granicę lub założyła własne firmy. 1 stycznia 1995 uruchomiono przejście graniczne między Lubami a niemiecką wsią Wernitzgrün, która obecnie jest częścią miasta Markneukirchen.

## Demografia
| Rok             | 1970  | 1980  | 1991  | 2001  | 2003  | 2011  | 2020  |
| --------------- | ----- | ----- | ----- | ----- | ----- | ----- | ----- |
| Liczba ludności | 2 551 | 2 644 | 2 509 | 2 478 | 2 525 | 2 326 | 2 144 |

Źródła:

## Zabytki
- Kościół św. Andrzeja,
- ratusz,
- kaplica Najświętszej Maryi Panny.